# Callichroa
Callichroa es un género de plantas con flores perteneciente a la familia (Asteraceae). Es considerado parte del género Layia.